# Сейнт Килда
Сейнт Килда (на английски: St Kilda; на шотландски келтски: Hiort) е изолиран архипелаг, разположен на 64 km северозападно от остров Норт Уист (Шотландия) в северната част на Атлантическия океан. Той включва най-западните острови на Външните Хебриди. Най-големият остров от групата е Хирта, чийто крайбрежни скали са най-високите в Обединеното кралство. Другите три острова – Дън, Соя и Борерай, в миналото са използвани за паша и лов на птици.
Произходът на името е обект на догадки. Човешкото наследство на островите включва уникални архитектурни постройки от праисторическите периоди, макар най-ранните писмени свидетелства за островите да датират от Късното средновековие. Средновековното селище Хирта е построено наново през 19 век, но болестите, донесени от туристите, и вълненията покрай Първата световна война в крайна сметка довеждат до евакуацията на острова през 1930 г. Историята на архипелага е вдъхновява някои творби в изкуството.
Постоянното поселение на островите вероятно датира отпреди две хилядолетия, като жителите вероятно никога не надвишават 180 души, достигайки максимума си в края на XVII век. През следващите години населението постепенно намалява, докато към май 1930 г. достига 36 души. Всички те живеят на остров Хирта.
На островите са разположени уникални по своя тип каменни убежища и докато много от тях все още са запазени, те постепенно тънат в разруха. От тях, 1260 се намират на Хирта и 170 на останалите острови. В днешно време, единствените жители на архипелага са военните, които имат база там от 1957 г. През лятото е посещаван и от учени.
През 1986 г. островната група получава статут на обект на световното наследство, като това е един от малкото такива обекти в света, които са едновременно природно и културно наследство. Две уникални ранни породи овце са оцелели на островите – едната от новокаменната епоха, а другата от желязната епоха. В архипелага гнездят и се размножават различни видове морски птици, сред които бял рибояд, тъпоклюна кайра и полярен буревестник.